# Aston Martin DBR1
La DBR1 è un'autovettura da competizione prodotta dalla Aston Martin dal 1956 al 1962 in cinque esemplari.

## Storia
Il modello è stato realizzato per partecipare al campionato del mondo sportprototipi ed alle altre gare di questa categoria non in calendario. La sua vittoria più famosa fu alla 24 Ore di Le Mans del 1959 che fu poi la prima, ed ultima, della Aston Martin alla celebre corsa francese.
La DBR1 è stata prodotta in seguito a modifiche al regolamento del campionato del mondo citato. Infatti, in base alle nuove norme, non era più obbligatorio realizzare modelli da competizione che avessero legami con vettura da strada come nel caso della Aston Martin DB3S. Per tale motivo, la Aston Martin creò un modello completamente nuovo, la DBR1.
Il corpo vettura fu un'evoluzione di quello della DB3S. La DBR1 inizialmente montò un anteriore a sei cilindri in linea da 2.493 cm³ di cilindrata.  Anche il propulsore derivava da quello della DB3S. Più tardi la cilindrata crebbe a 2.992 cm³. Il telaio era tubolare e separato. Le sospensioni anteriori erano costituite da una barra di torsione e da doppi bracci oscillanti, mentre quelle posteriori erano realizzate con barre di torsione longitudinali, un parallelogramma di Watt e il ponte De Dion. La trazione era posteriore ed il cambio era un "David Brown CG537" manuale a cinque rapporti.

## Le competizioni
Il modello debuttò alla 24 Ore di Le Mans del 1956, ma senza successo, dato che si ritirò per una guasto al cambio.
Nella stagione 1957 del campionato del mondo sportprototipo la DBR1, grazie ad un secondo posto al circuito di Goodwood nel Sussex Trophy, terminò la sua prima gara. Durante la stagione citata, il modello vinse poi la 1000 km del Nürburgring ed una gara disputata sul circuito di Spa-Francorchamps.
Nel 1958 David Brown decise di concentrare la DBR1 sul campionato mondiale sportprototipi e di destinare la DBR2 alle altre gare non in calendario. La DBR1 si ritirò alla 12 Ore di Sebring ed alla Targa Florio, ma si impose nuovamente alla 1000 km del Nürburgring ripetendo nuovamente il successo dell'anno precedente. Al Tourist Trophy la Aston Martin registrò una tripletta. Al primo posto arrivò la DBR1 guidata da Stirling Moss e Tony Brooks. Queste vittorie permisero alla Aston Martin di classificarsi al secondo posto nel campionato mondiale costruttori sportprototipo dietro alla Ferrari.
Nel 1959 la DBR1 partecipò nuovamente al campionato mondiale sportprototipo. In questa stagione, il modello si impose per la terza volta alla 1000 km del Nürburgring e per la prima volta alla 24 Ore di Le Mans. La DBR1 vinse anche sul circuito di Goodwood. Questi successi permisero alla Aston Martin di vincere il campionato del mondo sport prototipi davanti alla scuderia di Maranello.
Dopo la vittoria al campionato del 1959, David Brown decise di ritirarsi dalle competizioni sport prototipo tentando l'avventura il Formula 1 con la DBR4 e la DBR5. Per tale motivo, venne deciso di vendere gli esemplari di DBR1 a squadre private.

## La DBR1 Nei media
Una DBR1 è comparsa nel film L'urlo e la furia.

## La DBR3
La Aston Martin utilizzò il telaio ed il corpo vettura della DBR1 per costruire nel 1958 un nuovo modello di vettura a cui fu dato il nome di DBR3. I due modelli si differenziavano per il motore. Sulla DBR3 venne infatti montato un sei cilindri in linea da 3 L che derivava dal propulsore della DB4. Il motore della DBR3 venne ottenuto tramite l'accorciamento della corsa del propulsore della DB4, che infatti aveva una cilindrata di 3,7 L. La DBR3 venne però utilizzata in una sola gara. Già nell'anno del lancio, la vettura fu ritirata perché non più competitiva.